# Sebastián Sánchez
Sebastián Sánchez es un actor, comediante y libretista colombiano, reconocido por figurar en producciones para televisión en las décadas de 2000 y 2010.

## Carrera
Sánchez debutó en la televisión colombiana interpretando el papel de Dylan en la popular serie juvenil Francisco el matemático en 1999. Acto seguido fue escogido para personificar a Felipe Galán en la serie Se armó la gorda, pero finalmente Diego Cadavid terminó interpretando a dicho personaje. Ese mismo año realizó un pequeño papel en la exitosa telenovela Yo soy Betty, la fea, interpretando el papel de Miguel, primer interés amoroso de Beatriz Pinzón Solano.
En 2000 interpretó el papel de Giovanny Rivera en la serie La Baby Sister, actuación que le valió obtener un Premio India Catalina en la categoría Revelación Artística. A partir de entonces figuró en producciones nacionales como Solterita y a la orden, El inútil, Marido a sueldo, El auténtico Rodrigo Leal, Amor en custodia y más recientemente El Joe, la leyenda. Además de su carrera como actor, se ha desempeñado como comediante.

## Filmografía

### Televisión
| Año       | Título                     | Personaje                      | Canal              |
| --------- | -------------------------- | ------------------------------ | ------------------ |
| 2012      | Escobar, El patrón del mal | Harry, The Pilot               | Caracol Televisión |
| 2012      | Susana y Elvira            | Roberto                        |                    |
| 2011      | El Joe, la leyenda         | Juventino Requejo              | RCN Televisión     |
| 2010      | Amor en custodia           | Robert Gafter                  | RCN Televisión     |
| 2007-2008 | Marido a sueldo            | Luis Fernando                  | RCN Televisión     |
| 2004      | Francisco el matemático    | Dylan                          | RCN Televisión     |
| 2003-2004 | El auténtico Rodrigo Leal  | Lucas Beltran                  | Caracol Televisión |
| 2001-2002 | El inútil                  | Gabriel Gaviria                | RCN Televisión     |
| 2001      | Solterita y a la orden     | Anzola                         | Telemundo          |
| 2001      | La baby sister             | Giovanny Andres Rivera Chitiva | RCN Televisión     |
| 1999-2001 | Yo soy Betty, la fea       | Miguel                         | RCN Televisión     |